# Червяков, Денис Владимирович
Денис Владимирович Червяков (род. 20 апреля 1970) — советский хоккеист, защитник.

## Биография
Из Горького. В первенстве СССР начинал играть во второй лиге за фарм-клуб ленинградского СКА «Звезда» / СКА-2 в сезонах 1986/87 — 1989/90. Сезон 1990/91 провёл в высшей лиге в составе СКА. Следующий сезон отыграл за «Ригас старс». На драфте НХЛ 1992 года был выбран в 11 раунде под общим 256-м номером клубом «Бостон Брюинз». Пять сезонов отыграл в командах AHL «Провиденс Брюинз» (1992/93 — 1995/96) и, после подписания контракта с «Нью-Йорк Айлендерс», в «Кентукки Тороблейдс» (1996/97). В январе 1993 года провёл два матча в НХЛ. В сезоне 1997/98 сыграл за три клуба в чемпионате Финляндии — «Лукко», «Эссят» и «Таппара». В сезоне 1998/99 играл за команды «Портленд Пайретс» (АХЛ), «Цинциннати Сайклонс» и «Орландо Солар Бэрс» (IHL) и «Батон-Руж Кингфиш» (ECHL). В следующем сезоне играл за шведский «Вестерос» и немецкий «Ганновер Скорпионс». Завершил карьеру в сезоне 2000/01 в клубе ECHL «Огаста Линкс».